# Lijst van burgemeesters van Meliskerke en Mariekerke
Dit is een lijst van burgemeesters van de voormalige Nederlandse gemeente Meliskerke (en Mariekerke) in de provincie Zeeland; Meliskerke ging op 1 juli 1966 op in de nieuwe gemeente Mariekerke. Van 1853 tot 1939 was de burgemeester van de gemeente Meliskerke tevens burgemeester van de gemeente Grijpskerke. Tot in de jaren vijftig van de 19e eeuw stond de gemeente bekend onder naam Melis- en Mariekerke of voluit Meliskerke en Mariekerke; de gemeente was een fusie van de ambachtsheerlijkheid Meliskerke en de ambachtsheerlijkheid Mariekerke.
| Ambtsperiode                              | Naam burgemeester                              | Leven                                                   | Partij of stroming | Bijzonderheden |
| ----------------------------------------- | ---------------------------------------------- | ------------------------------------------------------- | ------------------ | --- |
| oktober 1803 – ?                          | Jan Arnoutse                                   | Serooskerke (W.) 8 juli 1736 - Meliskerke 3 nov. 1811   |                    | schout |
| ≤ 1 februari 1816 ≥                       | Bancrasi Sivert                                | 1754 – Vlissingen 21 december 1826                      |                    | provisionele schout |
| ≤ 1839 – 9 januari 1841                   | Pieter Jacobse Maas                            | 1778/1779 – 9 januari 1841                              |                    | overleed als burgemeester |
| mei 1841 – 1 januari 1855                 | Jacob Janusse Dekker                           | circa 1785-1856                                         |                    | voordien assessor; sinds 1853 tevens burgemeester van Grijpskerke                                                                                   |
| 1855 – 25 september 1858                  | Anthonie Roose                                 |                                                         |                    | spellingsvariant: Anthony |
| 15 oktober 1858 – augustus/september 1863 | Pieter Paul Slegt                              | Middelburg 18 maart 1826 – Middelburg 2 juni 1897       |                    | nadien notaris te Middelburg |
| 1864 – 1 januari 1865                     | mr. dr. Daniel Alexander Berdenis van Berlekom | Middelburg 5 april 1828 – Middelburg 10 januari 1892    | liberaal           | nadien vice-president der arrondissementsrechtbank te Middelburg en lid van gedeputeerde staten van Zeeland                                         |
| 1865 – 1 januari 1885                     | Frans Dignus Sprenger                          | Middelburg 26 mei 1836 – Velp 29 november 1896          |                    | tevens burgemeester van Grijpskerke, directeur Zeeuwsch Genootschap der Wetenschappen 1866-1884                                                     |
| februari 1885 – 6 juni 1917               | Lein Bosselaar                                 | Grijpskerke 20 september 1840 – Grijpskerke 6 juni 1917 | CHU                | overleed als burgemeester |
| 1917 – 1 maart 1939                       | J.J. de Keijzer                                | 1874-1951                                               | ARP                | |
| 1 mei 1939 – 1956                         | A.J. Huijsman                                  | 1892-1956                                               | ARP                | overleed als burgemeester |
| 1956 – 25 februari 1966                   | G.A.A. Adelaar                                 | 9 november 1925 – 25 februari 1966                      | SGP                | overleed als burgemeester; in periode van 25 februari 1966 tot opheffing in juli 1966 heeft loco-burgemeester J. de Korte diens functie waargenomen |